# 中村一枝
中村 一枝（なかむら かずえ、1973年6月9日 - ）は、沖縄県を拠点に活動している日本のラジオパーソナリティ、ナレーター、実業家。

## 来歴
愛知県出身。愛知県立春日井東高等学校および南山短期大学英語科を卒業後、両親のふるさとである沖縄で中学校の英語教員になる。
3年間の教員生活の後、放送業界へ転身。NHK沖縄放送局で字幕スーパー作成の仕事に就いたのを足掛かりに、同局制作番組のインタビューコーナー出演者になる。
NHKとの契約終了を機にフリーランスに転じ、2001年4月にラジオパーソナリティとナレーターの仕事を開始する。
2011年末に長女を出産してからは、沖縄の芸能・スポーツ・文化振興のための会社設立に向け、自らの芸能活動を一時縮小。そして2014年2月に株式会社紅琉（びんりゅう）を設立し、2015年9月に音楽スタジオを併設した飲食店「スタジオカフェ ROSSO×ROSSO」の運営を開始した。「ROSSO×ROSSO」は2018年いっぱいで飲食店としての運営を終えたが、音楽スタジオの貸出は引き続き行われている。

## 出演

### ラジオ番組
- オリオンびあぶれいく（FM沖縄、2001年 - 2013年）
- リポーズアフターアワーズ（FM沖縄、2001年 - 2013年）
- U COOL LAB（FM沖縄、2013年 - 2017年） - 金曜「一枝のウェディングトーク」のコーナー担当
- 中村一枝のおいしい時間（FMコザ、2013年 - 2014年）
- ジブンジカン（RBCiラジオ、2014年 - 2020年）
- わんDAY（RBCiラジオ、2020年 - ）

### テレビ番組
- 沖縄ベンチャースタジオ（沖縄ケーブルネットワーク） - キャスター[3]
- ウチナー紀聞（琉球放送）
- 気ままにロハススタイル（琉球放送） - ナレーター
- コープおきなわ ハッピープラス（琉球放送、2014年 - ） - MC

### テレビドラマ
- 結婚って、幸せですか（台湾電視公司） - 日本語吹き替え版 ホー・アイリン 役 担当声優